# مشاركة

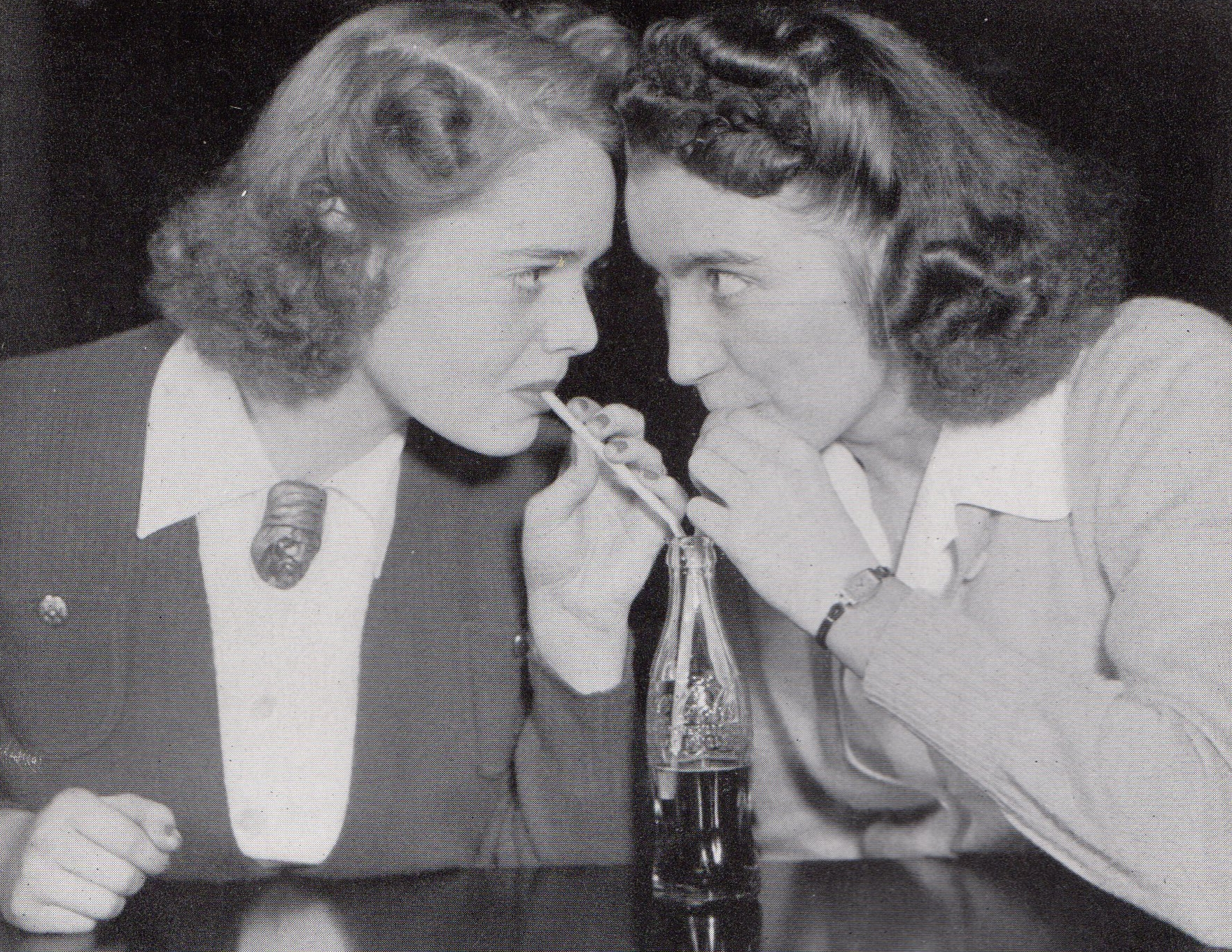

المشاركة أو «التقاسم»، هو الاستخدام المشترك للموارد أو المساحة. بمعناها البسيط، فإنها تشير إلى الاستخدام المشترك أو تبادل سلعة محدودة بطبيعتها، مثل المراعي المشتركة أو الإقامة المشتركة. وهي أيضا عملية تقسيم وتوزيع. وبصرف النظر عن حالات واضحة، والتي يمكن أن نلاحظها في النشاط البشري، يمكن أن نجد أيضا أمثلة كثيرة من ذلك تحدث في الطبيعة. فعلى سبيل المثال عندما يتغذي الكائن الحي أو يستنشق الأوكسجين، فإن أعضاؤه الداخلية مصممة لتقسم وتوزع الطاقة المأخوذة، لتزود أجزاء جسمه المحتاجة لتلك الطاقة. تنشر الزهور بذورها وتوزعها. بمعنى أوسع، يمكن للمشاركة أن تشمل أيضا منح حقوق استخدام مجاني للبضائع التي يمكن أن تعامل كسلعة غير تنافسية، مثل المعلومات. المعني فضفاض بشكل أكبر، «المشاركة» تعني أيضا إعطاء شيء كهدية صريحة: على سبيل المثال، «مشاركه» المرء للغذاء يعني في الحقيقة إعطاء بعض منه كهدية.[بحاجة لمصدر] المشاركة هي عنصر أساسي في التفاعل الإنساني، وهي مسؤولة عن تعزيز الروابط الاجتماعية وضمان رفاهيه الإنساني.

## في عالم التسويق
المشاركة تفصل العلاقة بين الاستخدام وملكية المنتج. وغالبًا ما تباع المنتجات؛ لأن المشتري يعتزم استخدام المنتج أو ينتوي بيعه لشخص يستخدمه، وبالتالي فإن تقاسم المنتج قد يقلل من الطلب على المنتج من خلال تقليل عدد الأشخاص، الذين يعتزمون الحصول عليه لاستخدامه. على الرغم أن المشاركة توصف كمساعدة اقتصادية وبيئية للجمهور (استخدام السيارات، والشقق المشتركة، الخ)، بعض الشركات يرون فيها تهديدًا بسبب التأثيرات المفترضة على أرباحها.
مفهوم الملكية الفكرية يجعل بعض المشاركة غير قانونية بالنسبة لبعض السلع غير المادية. وهذا يوفر حافزًا اقتصاديًا؛ لإنشاء محتوى معلوماتي، مُسَلٍّ، أو مفيد من خلال فرض سعر احتكاري لفترة زمنية معينة. من ناحية أخرى، حظر المشاركة له تكاليفه الاقتصادية الخاصة للمستهلكين ومنتجي الأعمال المترتبة علي ذلك. التقييدات والاستثناءات علي حقوق النشر وبراءات الاختراع تشمل الغرض، المدة، والمبدأ مثل الاستخدام العادل لتحقيق التوازن بين هذه المصالح المتنافسة.
مشاركة الاشياء موجودة بشكل بارز في اقتصاد الهدايا، ولكن أيضًا يمكن أن تلعب دورًا هامًا في اقتصادات السوق، على سبيل المثال في مشاركة السيارة. العَمل المنزلي مِثالٌ شائعٌ لطُرق المشاركة في المنزل.

## معلمات حول الثقافہ الحساب الانتیرنیت
مشاركة الملفات هي ممارسة توزيع أو توفير سبل الوصول إلى المعلومات المخزنة رقميا، مثل برامج الكمبيوتر، والوسائط المتعددة (الصوت والفيديو)، وثائق، أو الكتب الإلكترونية. ويمكن تنفيذ ذلك من خلال طرق عدة. التخزين، النقل، التوزيع هي طرق شائعة لتبادل الملفات يدويا باستخدام الوسائط المتنقلة، تثبيت ملقم ملفات مركزي على شبكات الحاسوب، ملفات ذات ارتباطات تشعبية على شبكة الإنترنت، واستخدام شبكات التوزيع بطريقة الند لند (انظر - مشاركة الملفات بطريقة الند للند).
المشاركة هي سمة رئيسية في مجال تطوير البرمجيات الحرة والبرمجيات مفتوحة المصدر، وله آثاره علي الاقتصاد. وهذا ما يؤدي إلى الحاجة إلى مراجعة التراخيص وبراءات الاختراع وحقوق الطبع والنشر، ومناقشة هذه المجالات، واتباع طرق جديدة مثل المشاع الإبداعي والتراخيص العامة.
بشكل أعم، المشاركة هي أيضا كلمة تستخدم لوصف اشتراك العديد من الناس في المنصات والخدمات المعروفة باسم ويب 2.0.

## في علوم الحاسب
في علوم الحاسوب، تظهر قضية التعامل مع الموارد المشتركة بشكل واضح. على سبيل المثال اقتسام الوقت هو نهج الحوسبة التفاعلية التي يستخدم فيها جهاز كومبيوتر واحد لتوفير ما يبدو حوسبة تفاعلية متزامنة متعددة الأهداف لعدد من المستخدمين من خلال تقاسم وقت المعالج. تقاسم الموارد بين العمليات وال threads مصدر معظم صعوبات البرمجة المتزامنة. كلمة«المشاركة» تستخدم أيضا في بعض مجتمعات البرمجة الوظيفية في إشارة إلى تقاسم الذاكرة بين مختلف عناصر البيانات لحفظ المساحة على وجه التحديد، عدا ذلك فهي معروفة باسم Hash consing.

## في الأديان

### المعلومات، المعرفة
- تقول النسخية أن كل المعرفة تنتمي لكل شخص ونسخ/ مشاركة المعلومات شيء مقدس.
- تقول نسخة الملك جيمس من الكتاب المقدس، 1كورنثوس2:13 - رسالة بولس الرسول الأولى إلى أهل كورنثوس (الإصحاح الثالث عشر: 2) - ان امتلاك كل المعرفة في العالم دون الرغبة في مشاركتها شيء لا طائل منه.
- إنجيل دواي- ريميس، فيلبي 9:1 - رسالة بولس الرسول إلى أهل فيلبي (الإصحاح الأول: 9) -يقول «وأنا أدعو بأن الخير الذي تقدمونه يكثر أكثر فأكثر في المعرفة، وفي كل الفهم».
- في طبعات من الإنجيل المسيحي، هوشع 6:4 - سفر هوشع (الإصحاح الرابع:6) - يقول ان عرقلة تدفق المعرفة يمكن أن يكون تدمير للبشرية.
- (विद्या दान) وترجمتها هي «صدقة المعرفة» ، وهي مفهوم التبرع، هي قواعد في جميع الديانات الهندية والتي تُقَدِّر أيضا مشاركة المعرفة.[3][4]
- (ज्ञान योग) - في الجاينيه - وترجمتها هي ممارسة الحكمة أو مسار المعرفة ، هي البحث المقدس عن المعرفة الحقيقية ، في جميع الديانات الهندية.
- في الهندوسية، المعرفة الحقيقية هي صفة للآلهة الهندوسية ساراسواتي (إلهة المعرفة)، وأي شيء كتبت أو سجلت عليه المعرفة يعتبر مقدس، لحمايته من الغموض:

अपूर्व: कोपि कोशोयं विद्यते तव भारति ।
व्ययतो वॄद्धिम् आयाति क्षयम् आयाति संचयात् ॥
- الترجمة: يا ربتي ساراسواتي، ان كنزك من المعرفة هو رائع حقا! إذا استُخدِم (تمت مشاركته) فإنه يزداد وإذا لم يستخدم (تم طمسه) فإنه يتناقص!

- في الإسلام، قال النبي محمد ﷺ «الكلمة الحكمة ضالة المؤمن فحيث وجدها فهو أحق بها» (حديث ضعيف جدا، كما قال الألباني).[5][6][7]

وقال أيضا «مَنْ كَتَمَ عِلْمًا يَعْلَمُهُ أُلْجِمَ يَوْمَ الْقِيَامَةِ بِلِجَامٍ مِنْ نَارٍ» (حديث صحيح).